# Östra Vemmerlövs distrikt
Östra Vemmerlövs distrikt är ett distrikt i Simrishamns kommun och Skåne län. 
Distriktet ligger nordväst om Simrishamn. 

## Tidigare administrativ tillhörighet
Distriktet inrättades 2016 och utgörs till en del av det område Simrishamns stad omfattade till 1971, delen som före 1969 utgjorde Östra Vemmerlövs socken.
Området motsvarar den omfattning Östra Vemmerlövs församling hade vid årsskiftet 1999/2000.